# Lebanese Rugby Union Federation
Lebanese Rugby Union Federation – ogólnokrajowy związek sportowy, działający na terenie Jordanii, posiadający osobowość prawną, będący jedynym prawnym reprezentantem libańskiego rugby 15-osobowego i 7-osobowego, zarówno wśród mężczyzn, jak i kobiet we wszystkich kategoriach wiekowych w kraju i za granicą.
Jego początki sięgają roku 1995, lecz dopiero w 2005 roku libańskie ministerstwo sportu oficjalnie uznało tę dyscyplinę. W 2007 roku został członkiem stowarzyszonym AGRFU, a w grudniu 2009 roku został członkiem stowarzyszonym ARFU.
Odpowiedzialny jest za prowadzenie libańskich drużyn narodowych, a także za szkolenie zawodników, w tym dzieci i młodzieży.